# Distrito de Chittorgarh
Chittorgarh (en hindi: चित्तौड़गढ़) es un distrito de la India en el estado de Rajastán. Código ISO: IN.RJ.CT.
Comprende una superficie de 10856 km².
El centro administrativo es la ciudad de Chittorgarh.

## Demografía
Según censo 2011 contaba con una población total de 1544392 habitantes, de los cuales 760 338 eran mujeres y 784 054 varones.